# Vagyon elleni bűncselekmények
A vagyon elleni bűncselekmények a hatályos Büntető Törvénykönyv  XXXVI. fejezetébe tartozó bűncselekmények.

## Történetük
A vagyon elleni bűncselekmények a legrégebbi és a legrégebben szankcionált bűncselekmények. Általánosan elmondható róluk, hogy az összbűnözésen belül a legnagyobb arányt ezek képviselik (2004-ben 62,6%). Magyarországon lényegében a Csemegi-kódex óta változatlan a büntetendő tényállások köre, egyedül az 1945-1990 közötti időszakban volt némi módosulás, a tulajdonviszonyok megváltozása miatt. A korábbi Büntető Törvénykönyv a XVIII. fejezetében rendelte ezeket büntetni.

## Jellegzetes vonásaik
- Jogi tárgyuk általában a vagyoni jogosultságok közül kerül ki (tulajdonjog, kötelmi jogosultságból származó jogviszony, szerzői jog stb.)
- Kétféleképpen lehet őket csoportosítani: erőszakos vagy nem erőszakos vagyon elleni bűncselekmények.
- A hanyag kezelést és a szerzői vagy szerzői joghoz kapcsolódó jogok megsértését kivéve mindegyik bűncselekmény csak szándékos elkövetés esetén büntetendő.
- A leggyakrabban elkövetett vagyon elleni bűncselekmény a lopás (2004-ben 53%), ez után jön a csalás (10%), majd a szerzői vagy szerzői joghoz kapcsolódó jogok megsértése (7,3%), és a rongálás (6,7%).

## Tényállások

### Vagyon elleni bűncselekmények
- Lopás (370. §.)
- Rongálás (371. §.)
- Sikkasztás (372. §.)
- Csalás (373. §.)
- Gazdasági csalás (374. §.)
- Információs rendszer felhasználásával elkövetett csalás (375. §.)
- Hűtlen kezelés (376. §.)
- Hanyag kezelés (377. §.)
- Jogtalan elsajátítás (378. §.)
- Orgazdaság (379. §.)
- Jármű önkényes elvétele (380. §.)
- Uzsorabűncselekmény (381. §.)

### Vagyon elleni erőszakos bűncselekmények
- Rablás (365. §.)
- Kifosztás (366. §.)
- Zsarolás (367. §.)
- Önbíráskodás (368. §.)